# 한꿈이카드
한꿈이카드는 대전광역시에서 쓰이는 교통카드이자 유일하게 애플에서 쓰이는 교통카드이다.

## 역사
본래 운영사는 비자캐시코리아였으나, 2007년 3월에 한국스마트카드가 인수했다. 2011년에 기존 MIFARE 한꿈이카드가 단종되었고, 2011년부터 스마트 티머니 기반으로 교체하여 발행하고 있다. 2011년 2월 이전에 발급된 구형 한꿈이카드가 2018년 6월부터 폐지되었다.

### 연표
- 2003년: 비자캐시코리아에서 시범운영 시작, 후불 및 기명식 선불카드 발급
- 2003년 10월 1일: 정식 사용 개시. 무기명식 카드 발급 개시
- 2005년: 한꿈이 캐릭터 카드(휴대전화고리형) 출시
- 2006년: 유성구 마을버스 사용 개시, 헬스밴드형(X-Passing) 출시
- 2007년 3월 1일: 한국스마트카드, 비자캐시코리아 인수
- 2011년 2월 15일: 구형 한꿈이카드 단종, 티머니 기반 신 한꿈이카드 판매 시작
- 2012년: 단일권종 티머니 발행에 맞추어 단일권종 한꿈이카드 판매 시작
- 2014년: 전국호환 티머니 발행에 맞추어 One card, All Pass 한꿈이카드 판매 시작
- 2015년: 하나은행에서 대전광역시 교통복지카드 발급 시작
- 2018년 5월 31일: 구형 MIFARE 한꿈이카드 사용 중단

## 기술
기존 한꿈이카드는 마이페어(MIFARE) 기반으로 설계되어 있다. 신 한꿈이카드는 스마트 티머니와 동일한 카드이다.

## 사용처

### 신형
- 전국 대중교통의 운임 지불, 대전월드컵경기장 입장료, 갑천도시고속도로의 통행료 등
- 티머니 사용 지역과 같다. 더불어 택시 요금 지불과 대전 공용 자전거 타슈의 요금 지불이 가능하다. 대부분의 자판기에도 가능하다.

### 구형
2018년 5월을 마지막으로 사용이 불가능하다.

## 종류

### 신형
- 신 한꿈이카드는 2011년 2월 15일부터 발매, 판매되는 티머니 기반 카드이다. 스마트 티머니와 완전히 동일하다.
- 2012년부터 단일권종 카드도 대전광역시에서 판매하기 시작하였다.
- 2014년 7월부터 전국호환 티머니 기반 한꿈이카드를 판매하기 시작하였다.

### 구형
- 기존 한꿈이카드는 2003년부터 출시되어 2011년 2월 14일까지 발매, 판매되었던 카드였다. 현재는 발매 및 사용이 중단되었다.
- 기명 및 금융 연계형: 기본적인 카드형이다. 대전광역시 소재 하나은행에서 발급하였다.
  - 신용카드 겸용: 만 19세 이상만 발급 가능하며, 신용카드와 전자화폐기능을 결합한 카드이다.
  - 전자화폐 전용: 신용카드 발급이 불가능한 청소년(중,고등학생)도 발급이 가능했던 카드이다. OK캐쉬백 포인트 카드로 이용 가능하며, 전자화폐 충전시 포인트가 적립된다. 하나은행 계좌와 연계되어 있으며 OK캐쉬백으로 충전할 수 있다.
- 무기명 카드 : 2,500원에 지정 충전소, 도시철도 역내 매표소, GS25 편의점에서 구매할 수 있었다.
  - 초등학생(주민등록등본 필요), 만13~18세 청소년, 만65세 이상 노인, 장애인은 신분증을 지참하여 대전광역시 소재 하나은행 전지점에서도 발급받을 수 있었다.
- 액세서리형 : 지정 충전소, 도시철도 역내 매표소, GS25 편의점에서 휴대전화 고리형을 6,500원, 헬스밴드형을 19,500원에 판매하였다.
  - 휴대전화 고리형 : 휴대전화 고리모양으로, T-STRAP, T-Sleek, 핸드콩, BAR형 등이 있다.
  - 헬스밴드형 : 팔찌 형태로서, 전자도어락 전자열쇠, 음이온팔찌 기능을 하고 있다. 'X-passing'라는 명칭을 가지고 있다.
- 단종 이후 기존 한꿈이카드를 무료로 신 한꿈이카드로 바꿔주는 이벤트를 2011년과 2012년에 진행하였다. 이때 구형카드의 잔액을 1,000원 단위로 신형카드에 충전해 주고 100원 단위 이하는 거슬러 주거나 차액을 지불하면 차액만큼 추가로 충전해 주었다.

## 신분증형 카드
- 대전 지역 일부 대학 학생과 대전을지대학교병원의 직원들이 신분증으로 사용하는 카드이다. 2011년, 기존 한꿈이카드 단종 이후 티머니가 탑재되며, 하나은행 계좌가 개설되어 있다면 체크카드로 사용할 수 있다.
- 사용처: 충남대학교, 대전대학교, 건양대학교, 우송대학교, 우송정보대학, 대전을지대학교병원
- 기존 한꿈이카드 단종 시기인 2011년 이전, 즉 2010년 입학생까지는 분실이나 파손 등에 따른 재발급이 아닌 이상 학생증에 탑재된 교통카드가 기존 한꿈이카드이므로 사용이 불가능하다.

## 충전
- 현재 비자캐시 MIFARE 기반 기존 한꿈이카드는 단종되어 충전 및 사용이 불가능하다.
- 티머니 기반 신 한꿈이카드는 시내 가두 판매소, 전국 도시철도 역내 매표소 및 충전기, 시중 편의점(GS25·CU·세븐일레븐·스토리웨이, 이마트24,단말기가 있는 개인 편의점 등), 시중은행 ATM (농협, 하나, 우리, 신한, 제주, 우체국) 등 티머니 충전소에서 동일하게 충전할 수 있다.
- 기명 카드 : 구 하나은행 계좌와 연계된 기명 카드의 경우 무기명 카드 충전소 이외에도 하나은행 ATM을 이용하여 연계된 통장에서 직접 충전을 할 수 있었다.

## 소득공제
- 기존 한꿈이카드는 하나은행에서 소득공제를 처리한다.
- 신 한꿈이카드는 티머니 웹사이트에서 회원 가입 후 카드 번호를 등록하고 소득공제를 신청할 수 있다.
- 기존 한꿈이카드는 연말정산시 직불카드 내역에서 (주)하나은행으로 표기되었으며, 신 한꿈이카드는 (주)티머니로 표기된다.